# Technique culturale simplifiée

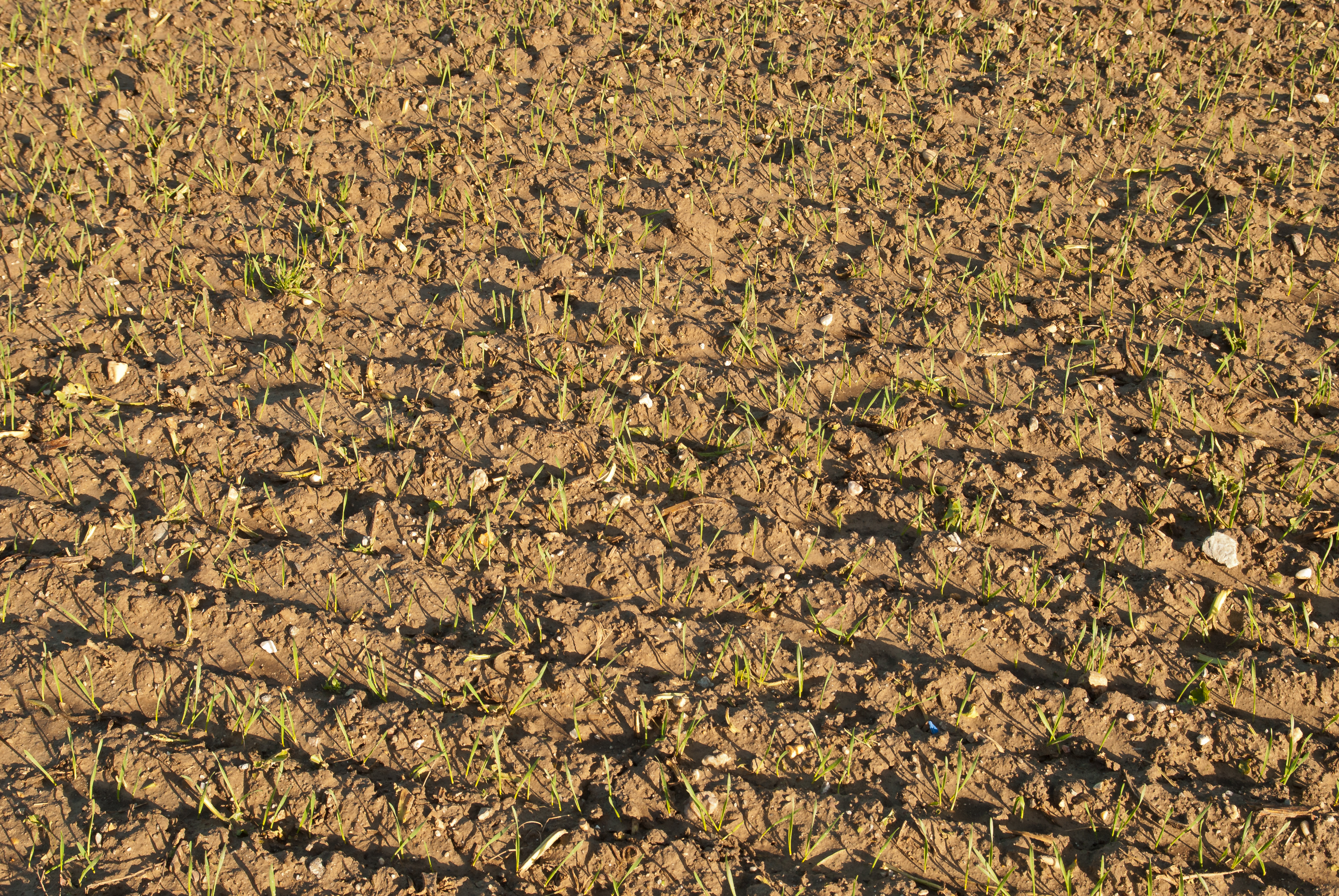
Plantation utilisant les TCS

En agriculture, les techniques culturales simplifiées (TCS) forment une partie des techniques culturales sans labour (TCSL) ou techniques sans labour (TSL) qui sont des méthodes de travail limitant le travail du sol et l’autre partie étant le semis direct (SD) ou semis direct sous couvert (SDSC).
Les TCS ont été initialement développées en Amérique du Sud où les méthodes classiques, importées par les colons européens, n'étaient pas adaptées aux conditions pédoclimatiques (interaction entre le climat et le sol). En effet, sous ces climats chauds et humides, le sol subit une minéralisation très rapide de la matière organique et une intense érosion physique. Les sols travaillés mécaniquement deviennent rapidement très pauvres en matière organique et la couche arable se réduit. Les TCS ont été d'abord inventées pour remédier à cela. Cependant, il semblerait que les TCS soient adaptables à tout type d'agro-écosystème, des recherches sont en cours pour améliorer ces techniques. Les TCS sont souvent une étape avant la conversion à l'agriculture de conservation et caractérisent la troisième révolution agricole.

## Origine et développement
L'origine de leur développement dans les pays européens vient de la chute des cours des céréales dans les années 1990 puis de l'augmentation du prix des carburants pétroliers. Ces deux facteurs ont engagé les agriculteurs à réfléchir à leurs coûts de production. Ceci a conduit certains cultivateurs à supprimer un poste important en main d’œuvre et en carburant : le labour. De l'adoption de ces nouvelles techniques en a découlé des avantages agronomiques. Ces techniques agricoles permettent de valoriser la diversité des agroécosystèmes en proposant des solutions adaptées aux situations locales tout en diminuant l'énergie injectée dans le système. Les couverts végétaux ont ensuite été intégrés à ces techniques culturales. L'activité biologique du sol (biomasse) en est favorisée. Cette démarche poussée à son maximum, l'agriculture de conservation, est soutenue par la Organisation des Nations unies pour l'alimentation et l'agriculture (FAO).

## Intérêts
Le non-labour présente des avantages agronomiques et économiques. En outre, les TCS amènent les agriculteurs à repenser le sol comme un substrat vivant aux « équilibres fragiles » et non pas comme un simple support. Les agriculteurs trouvent souvent de la satisfaction dans cette démarche.

### Intérêts agronomiques
La principale remise en cause a été celle du labour. Le labour profond, inventé sous des climats tempérés, détruit l'humus, les complexes argilo-humiques, favorise la lixiviation (appelé à tort lessivage) des sols et peut rendre stériles des terrains entiers. Parfois on parle de « non-labour » (ou « culture sans labour ») pour désigner ces techniques (techniques culturales sans labour ou TCSL). On s'est aperçu que si le labour améliore les rendements au départ, en revanche son efficacité diminue peu à peu et il devient alors nécessaire de labourer de plus en plus profond. Le labour a pour conséquence d'augmenter l'érosion et de faire chuter les taux de matière organique du sol. Les TCS, comme les techniques utilisant le bois raméal fragmenté (BRF), proposent de sortir de ce cercle vicieux.
Les TCS préconisent de laisser dans les champs les débris végétaux, chaumes et pailles, pour limiter l'érosion des sols. Cela favorise le développement de la macrofaune et notamment les vers de terre, qui ameublissent la terre à la place de l'agriculteur. Un travail superficiel du sol avant le semis sera, selon les cas, plus ou moins nécessaire. Cela peut aller d'une préparation très sommaire juste sur la ligne de semis, le semis direct, jusqu'à un déchaumage complet sur l'intégralité de la surface. Ces techniques évitent d'exporter les éléments minéraux nutritifs contenus dans les pailles et contribuent à la durabilité du système.
Les TCS limitent la Lixiviation, la battance et l'asphyxie des sols, néfaste au développement des racines des plantes et limitant la faune microbienne et pour cette raison font partie des « bonnes pratiques agricoles » dans les milieux fragiles. L'intérêt, de ce point de vue, est moins ressenti dans les régions traditionnelles de labour, où les phénomènes érosifs sont pourtant souvent non négligeables. L'eau ruisselle moins et les nappes phréatiques se rechargent donc mieux, il est arrivé de voir un retour au fonctionnement de sources asséchées après la mise en place de TCS.
Les TCS accompagnés d'un « paillis » (ou mélange) des résidus végétaux et de la terre et d'un enfouissement de ce paillis favorisent la lutte contre les mycotoxines en recréant dans le sol une vie microbienne riche. Le sol redevient un écosystème vivant et riche en matière organique (humus).
Les TCS agrandissent également les « fenêtres météorologiques » : son temps de travail n'étant pas occupé par le labour, l'agriculteur a plus de sécurité pour réaliser son travail dans les conditions optimales.
Dans un contexte mondial de raréfaction de l'énergie et de réchauffement climatique, les TCS proposent une agriculture économe en énergie et en pétrole. Les TCS peuvent réduire jusqu'à 40 % la consommation énergétique et le temps de travail des agriculteurs. Le CO2 stocké dans le sol participe de manière importante à la réduction des gaz à effet de serre.
L'objectif est de limiter au maximum l'apport d'intrants afin de ne pas perturber la vie du sol, ce qui aboutit également à limiter la pollution, la consommation énergétique (789 unités d'azote = 1 tonne équivalent pétrole, 53 % de l'énergie fossile en agriculture sert pour la fabrication d'engrais !). Enfin la biodiversité bénéficie également de ces mesures.
Bien que la transition d'un système conventionnel à un système TCS puisse provoquer une invasion d'adventices et la nécessité éventuelle d'utiliser des fortes doses d'herbicides, après quelques années se forment des équilibres entre les auxiliaires (organismes « utiles ») et les ravageurs, et la consommation en pesticides et en engrais minéraux diminue fortement et passe en dessous des systèmes conventionnels (source FAO).
Les rendements en année de croisière peuvent être équivalents à un système conventionnel.
Les TCS permettent d'améliorer la structure du sol principalement par l'action plus importante des vers de terre. (TCS Guide d'agriculture intégrée)

### Intérêts économiques
Les TCS nécessitent moins de matériel agricole, donc moins de capitaux et d'énergie. Le prix de l'énergie s'annonçant comme durablement à la hausse, réfléchir dès aujourd'hui à en faire des économies semble être la voie du bon sens.
L'intérêt économique est directement quantitatif : le non-labour s'accompagne presque toujours de réduction de temps de traction et de main-d’œuvre.
Pour diminuer les charges de mécanisation et de main-d’œuvre, deux solutions sont envisageables :
- diminuer l'investissement en matériel : la notion de risque est à prendre en considération à ce niveau. En effet, plus l'investissement en matériel est élevé, plus le retour sur investissement doit être haut ; ainsi, le risque de ne pas parvenir à ce retour est important.
- répartir les investissements sur une plus grande surface : l'augmentation de la surface travaillée améliore la répartition des charges de mécanisation et de main-d’œuvre.

## Limites
Le non-labour présente aussi des inconvénients qui peuvent souvent être maîtrisés par une bonne connaissance des techniques agronomiques.

### Limites agronomiques
La formation d'un « paillis » (mélange de terre et de débris végétaux) favorise les parasites et les maladies des plantes si le paillis est constitué à une mauvaise période ou enfoui superficiellement. En effet, le labour n'est pas seulement une technique de préparation du sol pour l'enracinement du semis, il joue surtout un rôle dans les contrôles des adventices (mauvaises herbes). Le non-labour se traduit parfois par une surconsommation de désherbant et limacide si l'agriculteur ne possède pas une excellente maîtrise des techniques de traitements phytosanitaires, mais des techniques de semis sur couvert de la culture antérieure existent qui permettent d'éviter le désherbage chimique.
La maîtrise des adventices et d'organismes indésirables, tels que les limaces, est plus délicate qu'avec les techniques classiques. Dans les pays riches, pour cause de désherbage mécanique limité (cf. coûts de main d'œuvre), la maîtrise des adventices est souvent essentiellement chimique (désherbant). Au Brésil notamment, on déplore une utilisation abusive de glyphosate (Roundup) sur des systèmes TCS en monoculture de soja génétiquement modifié. Ceci entraîne une forte pollution des sols et de l'eau. Des grosses entreprises phytosanitaires poussent dans ce sens et y voient un intérêt commercial.
Les TCS impliquent notamment une bonne rotation. Il est quasiment impossible d'exploiter le sol en monoculture avec un travail réalisé en TCS. Cela aurait pour incidence de conserver les mauvaises herbes et les parasites. Mais la monoculture, bien que pratiquée, n'est pas souhaitable au niveau agronomique, quel que soit le système.
Un apprentissage des techniques et un retour au bon fonctionnement du système nécessitent parfois quelques années et peuvent être un peu délicats.
Il y a aussi une concentration des matières phytotoxiques pour les cultures en surface, notamment les sulfonylurées pour les colzas et la napropamide pour les légumes. Le problème est tel que les cultures ne lèvent pas. Le labour envoie les matières phytotoxiques dans le fond du sillon et ne dérange donc pas la future culture mise en place.

### Limites économiques
Ils découlent essentiellement des coûts de maîtrise des adventices et des parasites (notamment les limaces). Si l'agriculteur est ignorant des dernières technologies agricoles, les coûts de produits phytosanitaires peuvent devenir prohibitifs ou le rendement peut en souffrir.

## Technologies du TCS

### Gestion des adventices

#### Lutte chimique
L'émergence des TCS est en partie liée à la baisse du prix de certains herbicides. Cependant, le mulch de surface et d'accroissement de l'activité biologique en techniques de non labour, diminuent l'efficacité des herbicides racinaires. Ces considérations tendent donc à privilégier l'utilisation de produits foliaires. La rémanence des matières actives fixées sur les résidus de récolte ou sur le sol peut aussi poser des problèmes. Le choix des produits, la dose appliquée, et le moment de l'intervention doivent être judicieusement pensés pour limiter ce problème.

#### Lutte mécanique
Les jeunes adventices annuelles sont détruites par faux semis lors d'un déchaumage superficiel. Il est préférable d'intervenir rapidement après récolte, pour bénéficier de l'humidité résiduelle du sol, et maximiser les chances de repousses d'adventices. À l'inverse, la destruction des vivaces passe par un travail profond, pour remonter les plantes en surface et favoriser leur élimination par dessiccation en conditions sèches. Que ce soit dans l'une ou l'autre des situations, des passages répétés diminuent le stock semencier du sol. Il est important en TCS d'avoir des rotations adaptées qui évitent le développement d'une flore adventice spécifique et qui permettent d'intervenir chimiquement dans les parcelles.

## Approches du TCS
Les approches du TCS sont les voies et moyens de soutien qui aident à introduire, mettre en œuvre, adapter et appliquer des technologies de TCS au champ.

## Synthèse
Certains agriculteurs, refusant l'utilisation de produits chimiques, associent agriculture intégrée et TCS.
En remettant en cause l'outil le plus symbolique de l'agriculture développée en Asie et Europe, les TCS ont réalisé une vraie révolution dans les pays aux écosystèmes fragiles comme les pays tropicaux. Dans les pays à climat tempéré, le labour reste une technique appréciée, mais les TCS trouvent un écho favorable notamment pour leur intérêt économique et pédologique. Il semble que ces techniques ont un vrai potentiel et qu'elles vont se développer dans les années à venir.